# Однодворческие крестьяне
Однодворческие крестьяне — крестьяне Российской империи, принадлежащие однодворцам. Однодворцы могли владеть землёй (крестьянам, за исключением отдельных северорусских местностей и Смоленска, это не разрешалось). Это право однодворцам давало их происхождение от служилых людей.

## Положение однодворческих крестьян
Фактически, однодворческие крестьяне являлись особой категорией крепостного крестьянства Российской империи.
Положение однодворческих крестьян во многом отличалось от положения помещичьих крестьян — крепостных крестьян, принадлежащих на правах собственности дворянам-помещикам.
Со своими крестьянами однодворцы, как правило, жили одним двором. «Жили мы со своими крестьянами в одной избе… Барин спал на лавке, а мужик под лавкой… Ели из одной миски, работали вместе, вместе лапти ковыряли, а всё-таки барами нас величали», — так утверждает один из однодворцев того времени.
В то же время, Николай Алексеевич Тучков (больше известный как Тучков 1-й) в «Вестнике Европы» писал следующее об одоевских однодворцах: «…Однодворцы живут несравненно чище, богаче — они имеют своих крестьян и поступают с ними варварски. Правда они не бьют их, но заставляют работать очень много, что хуже всего, делят их бесчеловечно — одному достаётся дед, другому сын, третьему внук. Продают и покупают их поодиночке… но господские крестьяне думают, что служить однодворцу лучше, ибо видят, что однодворец вместе с ними обедает и совершенно им равен…». Далее Тучков приводит слова однодворческого крестьянина: «…вот барин — говорил мне один крестьянин — отец мой всю свою жизнь работал однодворцу — пока сил были его кормили, состарился согнали, двух братьев моих продали, а имение наше всё забрали…».

## История
Первоначально крепостные крестьяне появились в однодворческой среде, главным образом, путём пожалования низшим служилым людям населённых имений. По данным И. Миклашевского, поместья разных разрядов низших служилых людей в южных городах вскоре по их основании, в начале XVII века, колебались от 10—20 до 70—100 десятин; поместья детей боярских — от 20 до 760 десятин. На более значительные из этих поместий можно было посадить крестьян; в Белгородском уезде в описываемое время на одного помещика из детей боярских приходилось, в среднем, около 2 крестьянских и бобыльских дворов, в Воронежском уезде — 3 двора, в Путивльском уезде — 1 ; двора, в то же время, например, в Оскольском уезде почти вовсе не было крестьян, а в трёх вышеназванных уездах к концу XVII века число крестьян уменьшилось в два раза и более.
Впоследствии численность однодворческих крестьян увеличивалась припиской к однодворцам дворян, покупкой крестьян у дворян, получением их по наследству и т. д.
Число однодворческих крестьян было, впрочем, очень ограничено:
- по 3-й ревизии в 1762 г. — 17675 душ,
- по 4-й в 1782 г. — 21531 душа,
- по 8-й в 1834 г. — лишь около 11000 душ, то есть в среднем по 1 крестьянину на 112 однодворцев.

Первоначально однодворческие крестьяне, как и помещичьи, платили в казну лишь подушную подать. Межевыми инструкциями предполагалось взимать с них, как и с их владельцев, налог на содержание ландмилиции, осуществлено это было в 1786 году, а в 1787 году постановлено не освобождать их от оброка и в том случае, если они перейдут по наследству к однодворцам, дослужившимся до офицерских чинов и зачислившимся в дворянское сословие. В 1827 году однодворческие крестьяне освобождены от оброка по тому соображению, что они несут повинность, аналогичную своим владельцам.
Однодворцы могли продавать крестьян только лицам своего звания, покупать — также лишь у них. Сенатским указом 1794 г. им было запрещено отпускать крестьян на волю, на том основании, что они состоят с ними в одинаковом подушном окладе, а право освобождать крестьян составляет привилегию дворянства; в 1809 г. запрещение это отменено, как «не заключающее достаточных причин».
В 1842 году однодворцам разрешено ходатайствовать о ссылке крестьян за дурное поведение и дерзкие поступки в Сибирь на поселение.
В 1820-30 годах, однодворцы, переселявшиеся в Сибирь и на Кавказ, брали с собой и своих крестьян, которые, впоследствии были зачислены в линейные казаки (см. Кавказское линейное казачье войско и Сибирское линейное войско).
Ещё императрица Екатерина II делала попытку выкупать однодворческих крестьян.
В 1841 году, по случаю просьб некоторых однодворцев о принятии их в казну, начался постепенный их выкуп (не более 1/10 части или 1000 душ в год), с уплатой по 100 рублей за душу. У однодворцев, несостоятельных к платежу недоимки, выкуп производился, невзирая на их несогласие. До 1858 года казной было приобретено 7886 душ, а в этом году Высочайше было повелено выкупить всех остальных.